# الصفا (القفر)

تعديل مصدري - تعديل

الصفا محلة تابعة لقرية بيت الفاطمى، التابعة لعزلة بني سيف السافل بمديرية القفر إحدى مديريات محافظة إب في الجمهورية اليمنية، بلغ تعداد سكانها 46 حسب تعداد اليمن لعام 2004.